# Wu Yuang
Wu Yuang (chinesisch 吴宇昂; * 18. März 1998) ist ein chinesischer Sprinter, der sich auf den 400-Meter-Lauf spezialisiert.

## Sportliche Laufbahn
Erste internationale Erfahrungen sammelte Wu Yuang bei den Jugendweltmeisterschaften 2015 in Cali, bei denen er in 48,11 s im Halbfinale ausschied. Im Jahr darauf gelangte er bei den U20-Weltmeisterschaften in Bydgoszcz ebenfalls bis in das Halbfinale, in dem er mit 46,83 s ausschied. 2018 nahm er mit der chinesischen 4-mal-400-Meter-Staffel erstmals an den Asienspielen in Jakarta teil und belegte in 3:07,16 min Platz sechs. Zudem wurde er in der gemischten Staffel Vierter. Nach der Disqualifikation der siegreichen Bahrainer 2019 wurde die Bronzemedaille den Chinesen zugesprochen. Im Jahr darauf gewann er bei den Asienmeisterschaften in Doha mit neuem Landesrekord von 3:03,55 min die Silbermedaille hinter der Mannschaft aus Japan.

## Persönliche Bestzeiten
- 400 Meter: 45,83 s, 10. Mai 2017 in Taiyuan
  - 400 Meter (Halle): 47,85 s, 3. März 2016 in Nanjing